# پی‌اچ خاک

تغییرات جهانی پی‌اچ خاک: سرخ = خاک اسیدی، زرد = خاک خنثی، آبی = خاک قلیایی، سیاه = بدون اطلاعات.

پی‌اچ خاک (انگلیسی: Soil pH) نشان‌دهنده میزان اسیدی‌بودن یا بازی‌بودن خاک است. پی‌اچ به صورت لگاریتم منفی (پایه ۱۰) فعالیت یون‌های هیدرونیوم (H+
 یا به بیان دقیق‌تر H
3O+
aq) در یک محلول تعریف می‌شود. پی‌اچ خاک در مخلوطی از خاک و آب (یا محلول نمک مانند 0.01 CaCl
۲) اندازه‌گیری می‌شود و معمولاً بین ۳ و ۱۰ و در حالت طبیعی مقدار آن ۷ است. پی‌اچ خاک‌های اسیدی کمتر از ۷ و پی‌اچ خاک‌های قلیایی بالاتر از ۷ است. خاک‌های فرا اسیدی (پی‌اچ کمتر از ۳٫۵) و خاک‌های به‌شدت قلیایی (پی‌اچ بالاتر از ۹) کمیاب هستند.
پی‌اچ خاک متغیری مهم است و بر بسیاری از فرایندهای شیمیایی به ویژه مقدار تغذیه گیاه از طریق کنترل شکل‌های شیمیایی مواد مغذی خاک و واکنش‌های شیمیایی آن‌ها اثر می‌گذارد. بازه بهینه پی‌اچ خاک برای بیشتر گیاهان بین ۵٫۵ تا ۷٫۵ است؛ با این حال برخی گیاهان با مقادیر پی‌اچ خارج از این بازه نیز سازگار می‌شوند.

## طبقه‌بندی پی‌اچ خاک
بخش خدمات حفاظت از منابع طبیعی وزارت کشاورزی ایالات متحده آمریکا بازه‌های پی‌اچ خاک را بدین‌صورت طبقه‌بندی کرده‌است:
| عنوان             | بازه پی‌اچ |
| ----------------- | --------- |
| فرا اسیدی         | <۳٫۵      |
| به‌شدت اسیدی       | ۳٫۵–۴٫۴   |
| اسیدی بسیار زیاد  | ۴٫۵–۵٫۰   |
| اسیدی زیاد        | ۵٫۱–۵٫۵   |
| اسیدی متوسط       | ۵٫۶–۶٫۰   |
| اسیدی کم          | ۶٫۱–۶٫۵   |
| خنثی              | ۶٫۶–۷٫۳   |
| قلیایی کم         | ۷٫۴–۷٫۸   |
| قلیایی متوسط      | ۷٫۹–۸٫۴   |
| قلیایی زیاد       | ۸٫۵–۹٫۰   |
| قلیایی بسیار زیاد | > ۹٫۰     |